# Élections régionales de 2019 au Vorarlberg
Les élections régionales de 2019 au Vorarlberg (en allemand : Landtagswahl in Vorarlberg 2019) se tiennent le 13 octobre 2019 dans le Land autrichien du Vorarlberg.
Le parti populaire Autrichien remporte le scrutin, manquant de peu la majorité absolue des sièges.

## Sondages
| Institut | Date            | ÖVP    | FPÖ            | GRÜNE | SPÖ  | NEOS | Autres |      |     |
| -------- | --------------- | ------ | -------------- | ----- | ---- | ---- | ------ | ---- | --- |
| Institut | Date            | Berndt | 4 octobre 2019 | 44 %  | 17 % | 14 % | 12 %   | 10 % | 3 % |
| Berndt   | 1er juin 2019   | 47 %   | 19 %           | 12 %  | 13 % | 7 %  | 2 %    |      |     |
| SORA     | 23 mars 2019    | 45 %   | 21 %           | 13 %  | 9 %  | 11 % | 1 %    |      |     |
| Berndt   | 11 février 2019 | 42 %   | 22 %           | 12 %  | 12 % | 7 %  | 5 %    |      |     |
| IFAP     | 17 mai 2018     | 46 %   | 20 %           | 12 %  | 12 % | 10 % | 0 %    |      |     |
| Berndt   | 27 janvier 2018 | 42 %   | 24 %           | 12 %  | 12 % | 7 %  | 3 %    |      |     |

Pour des raisons techniques, il est temporairement impossible d'afficher le graphique qui aurait dû être présenté ici.

## Résultats

### Au niveau régional
|                        |                                                        |         |       |      |        |               |  |  |  |
| Parti                  | Parti                                                  | Votes   | %     | +/-  | Sièges | +/-           |  |  |  |
|                        | Parti populaire autrichien (ÖVP)                       | 71 911  | 43,53 | 1,74 | 17     | 1             |  |  |  |
|                        | Les Verts - L'Alternative verte (Grünen)               | 31 201  | 18,89 | 1,75 | 7      | 1             |  |  |  |
|                        | Parti de la liberté d'Autriche (FPÖ)                   | 23 011  | 13,93 | 9,49 | 5      | 4             |  |  |  |
|                        | Parti social-démocrate d'Autriche (SPÖ)                | 15 635  | 9,46  | 0,69 | 4      | 1             |  |  |  |
|                        | NEOS - La nouvelle Autriche et le Forum libéral (NEOS) | 14 064  | 8,51  | 1,62 | 3      | 1             |  |  |  |
|                        | Maison de toutes les cultures (HAK)                    | 3 066   | 1,85  | Nv.  | 0      | en stagnation |  |  |  |
|                        | Xi – Avenir alétoire (XI)                              | 2 481   | 1,50  | Nv.  | 0      | en stagnation |  |  |  |
|                        | Le changement (WANDL)                                  | 1 475   | 0,89  | Nv.  | 0      | en stagnation |  |  |  |
|                        | Nous - Plateforme pour les familles (WIR)              | 1 144   | 0,69  | 0,05 | 0      | en stagnation |  |  |  |
|                        | Parti des hommes - Pour une relation équitable (M)     | 567     | 0,34  | 0,05 | 0      | en stagnation |  |  |  |
|                        | Parti chrétien d'Autriche (CPÖ)                        | 426     | 0,26  | 0,23 | 0      | en stagnation |  |  |  |
|                        | Mon vote compte ! (G!LT)                               | 230     | 0,14  | Nv.  | 0      | en stagnation |  |  |  |
|                        |                                                        |         |       |      |        |               |  |  |  |
| Votes valides          | Votes valides                                          | 165 211 | 99,45 |      |        |               |  |  |  |
| Votes blancs et nuls   | Votes blancs et nuls                                   | 919     | 0,55  |      |        |               |  |  |  |
| Total                  | Total                                                  | 166 130 | 100   | –    | 36     | en stagnation |  |  |  |
| Abstentions            | Abstentions                                            | 104 391 | 38,59 |      |        |               |  |  |  |
| Inscrits/Participation | Inscrits/Participation                                 | 270 521 | 61,41 |      |        |               |  |  |  |